# لیگ برتر والیبال زنان ایران ۱۳۸۱
لیگ برتر والیبال زنان ایران ۱۳۸۱ دومین دوره لیگ برتر والیبال بانوان و یازدهمین دوره از بالاترین سطح مسابقات باشگاهی والیبال زنان در ایران است.
این مسابقات از مهرماه ۱۳۸۱ با شرکت ۶ تیم پیکان تهران، همای تهران، هلال احمر خرم‌آباد (بروجرد)، ذوب‌آهن اصفهان، صدرای شیراز و دانشگاه آزاد که بصورت رفت و برگشت با یکدیگر دیدار کردند. این مسابقات در بهمن ماه با قهرمانی تیم دانشگاه آزاد اسلامی به پایان رسید.

## رده بندی پایانی
| رتبه | تیم          | صعود و سقوط |
| ---- | ------------ | ----------- |
| ۱    | دانشگاه آزاد |             |
| ۲    |              |             |
| ۳    |              |             |

## اعضای تیم قهرمان مسابقات
مریم‌السادات هاشمی، لیلا موتابیان، افسانه فرهادی، شهرزاد ریاضی، فرنوش احمدی، مونا نگهبان، زینب گیوه‌ای، اعظم محمدیخواه، سمیرا ولی‌نژاد، سارا بیک اوغلی، فرانک قایم‌مقامی و معصومه محمدزاده، با مربی گری سیما صدیقی و سرمربی‌گری شیوا آزادفدا و سرپرستی نازآفرین منودی تشکیل می‌دادند.